# العلاقات النمساوية الليبية
العلاقات النمساوية الليبية هي العلاقات الثنائية التي تجمع بين النمسا وليبيا.

## مقارنة بين البلدين
هذه مقارنة عامة ومرجعية للدولتين:
| وجه المقارنة                                              | النمسا                                                    | ليبيا                                       |
| --------------------------------------------------------- | --------------------------------------------------------- | ------------------------------------------- |
| المساحة (كم2)                                             | 83.86 ألف                                                 | 1.76 مليون                                  |
| عدد السكان (نسمة)                                         | 8.81 مليون                                                | 6.37 مليون                                  |
| الكثافة السكانية (ن./كم²)                                 | 105.06                                                    | 3.62                                        |
| العاصمة                                                   | فيينا                                                     | طرابلس                                      |
| اللغة الرسمية                                             | اللغة الألمانية، لغة الإشارة النمساوية ‏                   | اللغة العربية، اللغة العربية الفصحى الحديثة |
| العملة                                                    | يورو، شلن نمساوي، رايخ مارك، شلن نمساوي                   | دينار ليبي                                  |
| الناتج المحلي الإجمالي (بليون دولار)                      | 416.60 مليار                                              | 50.98 مليار                                 |
| الناتج المحلي الإجمالي (تعادل القوة الشرائية) بليون دولار | 426.99 مليار                                              | 69.32 مليار                                 |
| الناتج المحلي الإجمالي الاسمي للفرد دولار أمريكي          | 43.77 ألف                                                 |                                             |
| الناتج المحلي الإجمالي للفرد دولار أمريكي                 | 47.68 ألف                                                 | 15.60 ألف                                   |
| مؤشر التنمية البشرية                                      | 0.885                                                     | 0.724                                       |
| رمز المكالمات الدولي                                      | +43                                                       | +218                                        |
| رمز الإنترنت                                              | .at                                                       | .ly                                         |
| المنطقة الزمنية                                           | توقيت وسط أوروبا، ت ع م+01:00، ت ع م+02:00، أوروبا/فيينا ‏ | ت ع م+02:00، توقيت شرق أوروبا               |

## منظمات دولية مشتركة
يشترك البلدان في عضوية مجموعة من المنظمات الدولية، منها:
| علم المنظمة | اسم المنظمة                        | تاريخ انضمام النمسا | تاريخ انضمام ليبيا |
| ----------- | ---------------------------------- | ------------------- | ------------------ |
|             | مؤسسة التنمية الدولية              | 28 يونيو 1961       | 1 أغسطس 1961       |
|             | يونسكو                             | 13 أغسطس 1948       | 27 يونيو 1953      |
|             | وكالة ضمان الاستثمار متعدد الأطراف | 16 ديسمبر 1997      | 5 أبريل 1993       |
|             | الأمم المتحدة                      | 14 ديسمبر 1955      | 14 ديسمبر 1955     |
|             | الاتحاد البريدي العالمي            | ?                   | ?                  |
|             | البنك الدولي للإنشاء والتعمير      | 27 أغسطس 1948       | 17 سبتمبر 1958     |
|             | الاتحاد الدولي للاتصالات           | 1866                | 3 فبراير 1953      |
|             | منظمة حظر الأسلحة الكيميائية       | ?                   | ?                  |
|             | مؤسسة التمويل الدولية              | 28 سبتمبر 1956      | 18 سبتمبر 1958     |
|             | منظمة الشرطة الجنائية الدولية      | ?                   | ?                  |
|             | البنك الإفريقي للتنمية             | ?                   | ?                  |

## أعلام
هذه قائمة لبعض الشخصيات التي تربطها علاقات بالبلدين:
- إسماعيل التاجوري (لاعب كرة قدم ليبي يحترف في الدوري النمساوي، 27 مارس 1994 – )

## وصلات خارجية
- موقع وزارة الخارجية النمساوية
- موقع وزارة الخارجية الليبية